# Fuchsia pallescens
Fuchsia pallescens är en dunörtsväxtart som beskrevs av Friedrich Ludwig Diels. Fuchsia pallescens ingår i släktet fuchsior, och familjen dunörtsväxter. Inga underarter finns listade i Catalogue of Life.